# نادیا بیلوا
نادیا بیلوا (انگلیسی: Nadiya Billova؛ زادهٔ ۲ سپتامبر ۱۹۶۱) ورزشکار دوگانه اهل اوکراین است.وی همچنین از ورزشکاران دوگانه در بازی‌های المپیک زمستانی ۱۹۹۴ بوده است.

## زندگی
بیلوا در پتروپاول، قزاقستان زاده شد.